# Ulrike Hillmann
Ulrike Hillmann (* 1953 in Bad Segeberg) ist eine deutsche Juristin und war von 2010 bis zu ihrer Pensionierung 2019 Präsidentin des Landgerichts Kiel. Von 2008 bis Ende 2020 war sie Richterin am Schleswig-Holsteinischen Landesverfassungsgericht.

## Beruflicher Werdegang
Nach dem Jurastudium in Kiel und Lausanne trat sie 1979 in den Richterdienst ein. 1994 wurde sie zur stellvertretenden Direktorin des Amtsgerichts Bad Segeberg gewählt, 1997 zur Vizepräsidentin des Amtsgerichts Lübeck, 2004 zur Vizepräsidentin des Landgerichts Kiel und 2010 schließlich zu dessen Präsidentin. 
Am 17. Januar 2008 schlug der Ausschuss zur Vorbereitung der Wahl der Mitglieder des 2008 gegründeten Landesverfassungsgerichts Ulrike Hillmann dem Schleswig-Holsteinischen Landtag als Mitglied vor. Der Landtag folgte der Empfehlung und wählte Ulrike Hillmann zur Richterin am  Schleswig-Holsteinischen Landesverfassungsgericht. 2019 trat Ulrike Hillmann in den Ruhestand, behielt aber ihren Sitz im Verfassungsgericht bis Ende 2020.

## Kirchliches Engagement
In der Landessynode der Nordelbischen Kirche war Hillmann von 2003 bis 2012 Mitglied, seit 2009 Vizepräsidentin. Seit 2012 ist sie Mitglied der Landessynode der in diesem Jahr gegründeten Nordkirche sowie stellvertretendes Mitglied der Kirchenleitung. Im Oktober 2018 wurde sie zur stellvertretenden Vorsitzenden des Landesvereins Innere Mission in Schleswig-Holstein gewählt. Dem Vorstand gehörte sie bereits seit 1977 an. Einen Monat später wählte die Landessynode Ulrike Hillmann zur Präses. Sie erhielt im ersten Wahlgang 96 Stimmen der 147 anwesenden Synodalen bei einer ungültigen Stimme und einer Enthaltung. Hillmanns Gegenkandidat, der ehemalige Präses und Grünen-Landtagsabgeordnete Andreas Tietze, bekam 49 Stimmen.
Zusammen mit den Vizepräsides Elke König und Andreas Hamann bildete sie bis zur Neukonstituierung der Landessynode 2025 deren Präsidium.
Im Zentrum der Arbeit in der Synode sieht Ulrike Hillmann die Zukunft der Familien und den Rückgang bei den Kirchenmitgliedern und Pastoren. Gesellschaftliche Herausforderungen der Zukunft seien der Klimawandel, die Digitalisierung, die Migration sowie die zunehmende Verrohung von Gesellschaft und Politik.

## Auszeichnungen und Ehrungen
- 2013 Bugenhagenmedaille, höchste Auszeichnung der Nordkirche für besonderes ehrenamtliches Engagement[9][3]

## Privatleben
Ulrike Hillmann ist verwitwet und hat zwei Kinder.